# Encuentro Nacional de Escuelas de Diseño
El Encuentro Nacional de Escuelas de Diseño (ENEDI) es un evento gratuito que reúne a las diferentes escuelas de diseño de Chile, tanto de universidades como institutos profesionales, en un formato que se extiende por un periodo de cuatro días, en los cuales los estudiantes y docentes pueden compartir experiencias y exponer sus posturas sobre la enseñanza del diseño en el país, asistiendo a mesas de debates, charlas y talleres de connotados exponentes del diseño, tanto a nivel nacional como internacional.

## Historia
Según registros y relatos de diseñadores que participaron, este evento se vino realizando de manera intermitente por grupos de estudiantes, académicos y docentes de diferentes universidades, teniéndose registro de versiones anteriores en el norte y sur del país, como las versiones de Antofagasta y Biobio, a comienzos de la década del 2000.
El encuentro se relanzó a comienzos del 2009, como una iniciativa de los estudiantes y académicos de diseño de la Universidad de Chile, que buscaban recuperar el espíritu de los encuentros nacionales de antaño, realizándose por primera vez en la Facultad de Arquitectura y Urbanismo de dicha universidad entre el 24 y el 28 de agosto de 2009, convocando a más de 1.800 personas. Al terminar esta versión se realizó un sorteo entre las escuelas participantes para designar a la próxima escuela organizadora, siendo la Escuela de Diseño de la Universidad Católica de Temuco la ganadora y realizadora del ENEDI 2010.
El encuentro en Temuco se realizó en los Campus Menchaca Lira, Campus Norte y Campus San Francisco de la nombrada universidad, manteniendo el formato de mesas redondas, charlas y exposiciones de diversos actores del diseño, desde una mirada inserta en la región, y cómo desde aquí se podía ir hacia una mirada y construcción del diseño nacional. 
Si bien el ENEDI quedó de realizarse en la Universidad de La Serena el siguiente año, las movilizaciones del 2011 en todo el país provocaron que dicha actividad se suspendiera y cambiara el formato del mismo al "EMEDI", Encuentro Movilizado de Escuelas de Diseño. La organización entra en un hiatus, hasta el año 2013 donde parte del equipo organizador del 2010 vuelve a tomar la responsabilidad conformándose como una organización independiente de alguna universidad en particular. Así es como este equipo organiza el ENEDI2014, que se realizó en Santiago en la Biblioteca de Santiago, con el respaldo del Área de Diseño del Consejo Nacional de la Cultura y las Artes y el patrocinio del Departamento de Diseño de la Universidad de Chile.

## ENEDI17
Si bien la Universidad de Valparaíso se haría cargo de la responsabilidad de realizar la siguiente versión, esta no se logra llevar a cabo. Por ende, la organización formada para el ENEDI2014 retoma nuevamente la tarea de armar el evento, y gracias a la adjudicación de un Fondart Nacional, se llevará a cabo el ENEDI17, en octubre del presente año, en la ciudad de Santiago. Para esta versión, los organizadores cuentan con el patrocinio de las Escuelas de Diseño de la Universidad de Chile, la Pontificia Universidad Católica de Chile y la Universidad Mayor, junto con el apoyo del Área de Diseño del Consejo Nacional de la Cultura y las Artes. Se espera la participación de otras universidades, para la conformación de un cordón que permita desarrollar diversas actividades durante la semana que dure el Encuentro, y así tener una oferta mayor a la de otros años, junto con un despliegue que permita mayor asistencia de público.
Los organizadores adelantan que el foco estará en exponer y discutir sobre la enseñanza del diseño y los distintos ámbitos de desempeño de los diseñadores: la investigación, la innovación, la fabricación y la creación. Pero, por sobre todo, apuntan a mantener el espíritu que los llevó a comenzar con el proyecto el 2009: celebrar las diferencias en el área, y generar discusión sin necesidad u obligación de llegar a consensos.

## Versiones
| Versión | Fechas             | Institución                                                               |
| ------- | ------------------ | ------------------------------------------------------------------------- |
| 2009    | 24 al 28 de agosto | Universidad de Chile                                                      |
| 2010    | 4 al 8 de octubre  | Universidad Católica de Temuco                                            |
| 2011    | -                  | EMEDI / Universidad de La Serena                                          |
| 2014    | 7 al 11 de octubre | Independientes + patrocinio de DdD U. de Chile y el Área de Diseño CNCA   |
| 2017    | mes de octubre     | Independientes + patrocinio Escuela de Diseño U. de Chile, PUC y U. Mayor |